# Raymond Coulter
Raymond Coulter   (Hadley Township, 12 d'abril de 1897 - Mount Sterling, 23 de gener de 1965) va ser un tirador estatunidenc que va competir durant la dècada de 1920.
El 1924 va prendre part en els Jocs Olímpics de París, on disputà cinc proves del programa de tir. Guanyà la medalla d'or en la prova de rifle lliure per equips, fent equip amb Joseph Crockett, Morris Fisher, Sidney Hinds i Walter Stokes, i la de bronze en la de tir al cérvol, tret simple per equips, fent equip amb John Boles, Dennis Fenton i Walter Stokes. En la prova de tir al cérvol, doble tret per equips fou cinquè, novè en la de tir al cérvol, doble tret individual i dissetè en la de tir al cérvol, tret simple individual.